# 1988 dans les chemins de fer
Chronologie des chemins de fer
1987 dans les chemins de fer - 1988 - 1989 dans les chemins de fer

## Évènements

### Mars
- 24 mars. Pays-Bas : création de la Zuid-Limburgse Stoomtrein Maatschappij.
- France : mise en service des installations électriques sur la ligne de Moret - Veneux-les-Sablons à Lyon-Perrache en 1,5 kV continu entre les gares de Moret - Veneux-les-Sablons et de Montargis puis en 25 kV 50 Hz entre Montargis et Nevers (projet d'électrification de la relation ferroviaire de Paris à Clermont-Ferrand)[1]. Les premières circulations entre Paris et Nevers sont assurées en matériel électrique.

### Avril
- 1er avril. France : mise en service de la première BB 26000.

### Juin
- 4 juin URSS, Arzamas. Un train de fret comprenant trois wagons de marchandises transportant 118 tonnes d'explosifs explose pour des raisons inconnues à un passage à niveau près de la gare d'Arzamas-1. L'explosion cause d'importants dégâts à Arzamas.

- 12 juin. Norvège : fermeture du tramway de Trondheim, sur décision du conseil municipal.
- 27 juin. France : catastrophe à la gare de banlieue souterraine de Paris-Lyon où un train sans freins percute un autre train à quai, faisant 56 morts et 56 blessés.

### Juillet
- 9 juillet. Luxembourg : l'électrification de l'embranchement d'Ettelbruck à Diekirch est mise en service[2].

### Août
- 6 août. France : accident à la gare de l'Est, un train enfonce le butoir situé au bout du quai, faisant un mort et 56 blessés. Venant peu de temps après la catastrophe de la gare de Lyon, cet accident provoque la démission du président de la SNCF, Philippe Rouvillois.
- 16 août. RSS de Russie : déraillement du train express Avrora sur la ligne Léningrad-Moscou, près de Bologoïe, vers 19 h. L'accident fait 22 morts et 107 blessés[3].

### Septembre
- France : électrification de la ligne de Moret - Veneux-les-Sablons à Lyon-Perrache en 25 kV 50 Hz entre Nevers et Saincaize (projet d'électrification de la relation ferroviaire de Paris à Clermont-Ferrand)[1].

### Octobre
- 2 octobre. Belgique : mise en service de la ligne 2 du métro de Bruxelles.

### Novembre
- France : 7 novembre, catastrophe ferroviaire en gare d'Ay dans le département de la Marne, le Luxembourg-Paris déraille à la suite d'une erreur d'aiguillage avant de percuter une draisine, l'accident provoque la mort de 9 personnes, dont 8 qui travaillaient sur les voies.
- France : 18 novembre, mise en service de l'électrification de la ligne de Saint-Pierre-d'Albigny à Bourg-Saint-Maurice[4] avec début des travaux le 25 avril.